# Heterostegane pachyspila
Heterostegane pachyspila är en fjärilsart som beskrevs av Fletcher 1958. Heterostegane pachyspila ingår i släktet Heterostegane och familjen mätare. Inga underarter finns listade i Catalogue of Life.